# وادي وعال
وادي وعال يقع في شرق شمال منطقة جازان جنوب المملكة العربية السعودية بين مركز مقزع ومركز الحقو، ويصب في مجرى وادي شهدان. يتميز الوادي بجمال الموقع السياحي وخاصة لقاصدي الرحلات والتنزه، وبجريانه الدائم على مدار العام، وبتنوع الأشجار المعمرة فيه والممتدة على امتداد الوادي مثل أشجار نخيل الدوم وأشجار البن، وتوجد كذلك أشجار الموز والباباي والنباتات العطرية.